# Guillermina Rojas y Orgis
Guillermina Rojas y Orgis (La Orotava, 25 de junio de 1848 — ?) fue una maestra, anarquista, feminista y periodista española. El escritor Benito Pérez Galdós se hizo eco de su personalidad incluyéndola como personaje en el libro Amadeo I de los Episodios Nacionales.

## Biografía
Guillermina fue la segunda de los tres hijos de Dolores Orgis, costurera, y el zapatero Pedro Rojas. Queda noticia de que con apenas cinco años de edad su familia se trasladó la península y se establecieron en Cádiz. En 1866, Guillermina ingresó en la Escuela Normal de Maestras de Cádiz. Titulada como Maestra de Instrucción de Grado Superior en 1868, ejerció de maestra aproximadamente dos años en una escuela pública del propio Cádiz, abandonando la docencia por incompatibilidad ideológica con los planes de enseñanza de su época. Orientó entonces su actividad a partir de su oficio familiar de costurera En unión de otras mujeres se puso en marcha la escuela femenina que serviría de precedente a la Asociación Republicana Femenina Mariana Pineda con un claro perfil libertario, y de la que Guillermina fue designada presidenta. Su proyección como personaje histórico quedó reflejado en una copla popular cuyo texto decía: "Guillermina, Guillermina, no vayas al Comité, que esas son cosas de hombres, no son cosas de mujer".
Esa vocación por la lucha social hizo que en fecha de 22 de octubre de 1871 se trasladara a Madrid, uniéndose a los orígenes del movimiento obrero en la capital de España, integrada en el engranaje de la Internacional española, organismo en el que llegó a desempeñar el cargo de Secretaria del Consejo Local de la Federación Madrileña y figurando como posible impulsora de la Escuela y Asociación de Mujeres.
Al parecer, ya desde un primer momento, su participación en la prensa anarquista chocó con las críticas y la oposición del periodismo tanto conservador como incluso liberal. Así se ha deducido del escándalo producido por su artículo titulado "La Familia" y publicado en La Emancipación en 1871.
Sí ha quedado variada crónica de su presencia en el mitinconvocado por la la Internacional y celebrado el 22 de octubre de 1871 en el Teatro Rossini de Madrid, tras el intento en las Cortes del gobierno de Sagasta de ilegalización de la organización obrera. La reunión fue presentada como acto de desagravio en defensa del honor de la Internacional, para salir al paso de las ofensas hechas en el congreso por los diputados Jove y Hevia y Candau, a los que públicamente se invitó a que repitieran allí sus ideas "en desdoro de La Internacional" —Asociación Internacional de los Trabajadores (AIT)—, para que pudieran ser contestadas por la Comisión designada. El grueso de la exposición por parte de los insultados corrió a cargo de Guillermina. Otras personalidades presentes en la histórica reunión política en defensa de la legalidad de la Internacional eran José Mesa, Francisco Mora, Pablo Iglesias y Anselmo Lorenzo.
A partir de 1874 las noticias sobre ella son confusas. Se ha especulado con su marcha al exilio, algo común entre sus correligionarios, pero parece aparece en unas referencias administrativas de la ciudad de Cádiz, por lo que pudo vivir allí sus últimos años. Resulta confusa la colaboración de alguien que firmaba como «Guillermina» en el periódico anarquista Rebelión, sin que pueda confirmarse que sea Guillermina Rojas.  Se desconoce, por tanto, la fecha de su muerte.